# SH3BP4
La proteína 4 de unión al dominio SH3 es una proteína que en humanos está codificada por el gen SH3BP4 .
Este gen codifica una proteína con 3 motivos Asn-Pro-Phe (NPF), un dominio SH3, un motivo PXXP, una señal de focalización nuclear bipartita y un sitio de fosforilación de tirosina. Esta proteína está involucrada en el control específico de carga de la endocitosis mediada por clatrina, controlando específicamente la internalización de un receptor de proteína específico.